# Denver
Denver és la capital i la ciutat més gran i poblada de l'estat de Colorado, Estats Units.
Està situada a l'est de les muntanyes Rocoses (Rocky Mountains, en anglès), en una regió àrida anomenada High Plains o planes elevades. El centre de la ciutat se situa a l'Est de la confluència dels rius Cherry Creek i South Platte.
La població era (segons el cens de 2004) de 563.174 persones al comtat/ciutat de Denver, i de 2.581.506 persones a l'àrea, dinovè lloc als Estats Units. Denver té el sobrenom Mile-High City (ciutat d'una milla d'elevació) perquè oficialment la seva altitud sobre nivell del mar (en els graons de l'edifici cabdal de l'estat) és de 5.280 peus, o una milla (1.609 metres).

## Història

### Fins Segle XX
L'àrea més gran de Denver estava habitada per diversos pobles indígenes com ara apatxes, utes, xeienes, comanxes i arapahos. Els noms nadius americans per a Denver són Arapaho, Navajo, i Tüapü (Ute). Segons els termes del Tractat de Fort Laramie de 1851 entre els Estats Units i diverses tribus, incloses els xeiene i els arapaho, els Estats Units van definir i reconèixer unilateralment el territori xeiene i arapaho des del Riu Platte Nord a l'actual Wyoming i Nebraska cap al sud fins al riu Arkansas a l'actual Colorado i Kansas. Aquesta definició abasta específicament la terra del modern Denver metropolità. Però el descobriment d’or el novembre de 1858 a les Muntanyes Rocoses de Colorado (aleshores part del territori occidental de Kansas) va provocar una febre de l'or i una consegüent riuada d'immigració blanca a través de les terres de xeiene i arapaho. Els funcionaris territorials de Colorado van pressionar les autoritats federals per redefinir i reduir l'extensió de les terres dels tractats indis.
L'estiu de 1858, durant la febre de l'or de Pike's Peak, un grup de buscadors d'or de Lawrence, Kansas, van establir Montana City com a ciutat minera a la vora del riu South Platte, al que llavors era el territori occidental de Kansas, en terres tradicionals de xeiene i arapaho. Aquest va ser el primer assentament històric en el que més tard esdevingué la ciutat de Denver. Però el lloc es va esvair ràpidament, i a l'estiu de 1859 va ser abandonat a favor d’Auraria (anomenada així per la ciutat minera d'or d’Auraria, Geòrgia) i la ciutat de St. Charles.
El 22 de novembre de 1858, El general William Larimer i el capità Jonathan Cox, ambdós especuladors de terres de l'est del territori de Kansas, van col·locar troncs de cotó per reclamar el penya-segat que domina la confluència del riu South Platte i Cherry Creek, a l'altra banda del riu des de l'assentament miner existent de Auraria, i al lloc de la urbanització existent de Saint Charles. Larimer va batejar la ciutat com a Denver City per obtenir el favor del governador territorial de Kansas James W. Denver. Larimer esperava que el nom de la ciutat l'ajudés a ser seleccionada com a seu de comtat d'Arapahoe, però sense que ell ho sabés, el governador de Denver ja havia renunciat al càrrec. La ubicació era accessible als senders existents i es trobava a través del riu South Platte des del lloc dels campaments estacionals dels xeiene i arapaho. El lloc d'aquestes primeres ciutats ara està ocupat per Confluence Park prop del centre de Denver. Edward W. Wynkoop va arribar a Colorado el 1859 i es va convertir en un dels fundadors de la ciutat. El carrer Wynkoop de Denver porta el seu nom.
Larimer, juntament amb els associats de la St. Charles City Land Company, va vendre parcel·les a la ciutat a comerciants i miners, amb la intenció de crear una ciutat important que atengués els nous immigrants. La ciutat de Denver era una ciutat fronterera, amb una economia basada en el servei dels miners locals amb jocs d'atzar, salons, bestiar i comerç de mercaderies. En els primers anys, les parcel·les de terra sovint eren intercanviades per apostes o jugades pels miners a Auraria. El maig de 1859, els residents de la ciutat de Denver van donar 53 lots al Leavenworth & Pike's Peak Express per tal d'assegurar la primera ruta terrestre de la regió. Oferint servei diari per a passatgers, correu, mercaderies i or, l'Express va arribar a Denver per un camí que va reduir el temps de viatge cap a l'oest de dotze dies a sis. El 1863, Western Union va afavorir el domini de Denver de la regió escollint la ciutat com a terminal regional.
El 18 de febrer de 1861, sis caps dels xeiene del Sud i quatre dels arapaho van signar el Tractat de Fort Wise amb els Estats Units a Bent's New Fort a Big Timbers, prop de l'actual Lamar, Colorado. Van cedir més del 90 % de les terres designades per a ells pel Tractat de Fort Laramie, inclosa l'àrea de l'actual Denver. Alguns xeienes es van oposar al tractat, dient que havia estat signat per una petita minoria dels caps sense el consentiment o l'aprovació de la resta de la tribu, que els signants no havien entès el que havien signat i que havien estat subornats per signar-los a canvi de regals. El govern territorial de Colorado, però, va afirmar que el tractat era una obligació solemne i va considerar que aquells indis que es van negar a complir-lo eren hostils i planejaven una guerra.
Deu dies després, el 28 de febrer de 1861, es va crear el Territori de Colorado, el comtat d'Arapahoe es va formar l'1 de novembre de 1861, i la ciutat de Denver es va incorporar el 7 de novembre de 1861 La ciutat de Denver va servir com a Seu del Comtat d'Arapahoe des de 1861 fins a la consolidació el 1902. El 1867, Denver City es va convertir en la capital territorial en funcions, i el 1881 va ser escollida com a capital permanent de l'estat en una votació a tot l'estat. Amb la seva nova importància, Denver City va escurçar el seu nom a Denver. L'1 d'agost de 1876, Colorado va ser admès a la Unió.
Aquest desacord sobre la validesa del Tractat de Fort Wise va augmentar per provocar la Guerra de Colorado de 1864 i 1865, durant la qual es va produir la brutal massacre de Sand Creek contra els pobles xeiene i Arapaho. Les conseqüències de la guerra van ser la dissolució de la reserva a l'est de Colorado, la signatura del Tractat de la Lògia de Medicina que estipulava que els pobles xeiene i arapaho serien traslladats fora del seu territori tradicional. Aquest terme del tractat es va aconseguir, tot i que el tractat no va ser ratificat legalment pels membres de la tribu, segons els termes del mateix tractat. Així, a finals de la dècada de 1860, es va netejar de manera efectiva i completament l'àrea de Denver dels seus habitants indígenes.

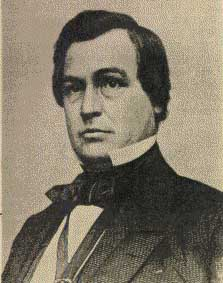
L'antic governador territorial de Kansas James W. Denver va visitar la seva ciutat homònima el 1875 i el 1882.

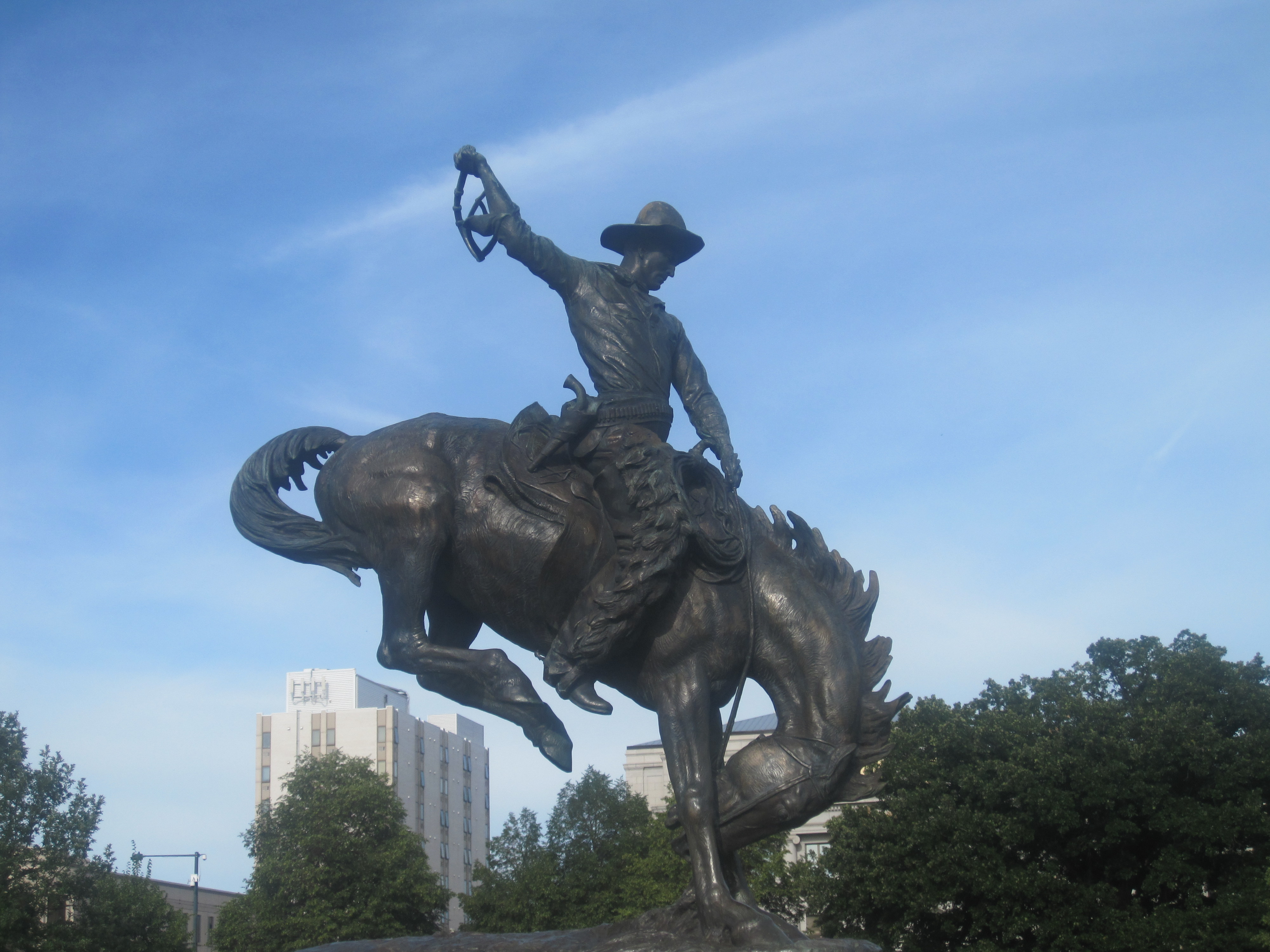
El Bronco Buster, una variació de l'escultura western Bronco Buster de Frederic Remington als terrenys del capitoli de Denver, un regal de JK Mullen el 1920

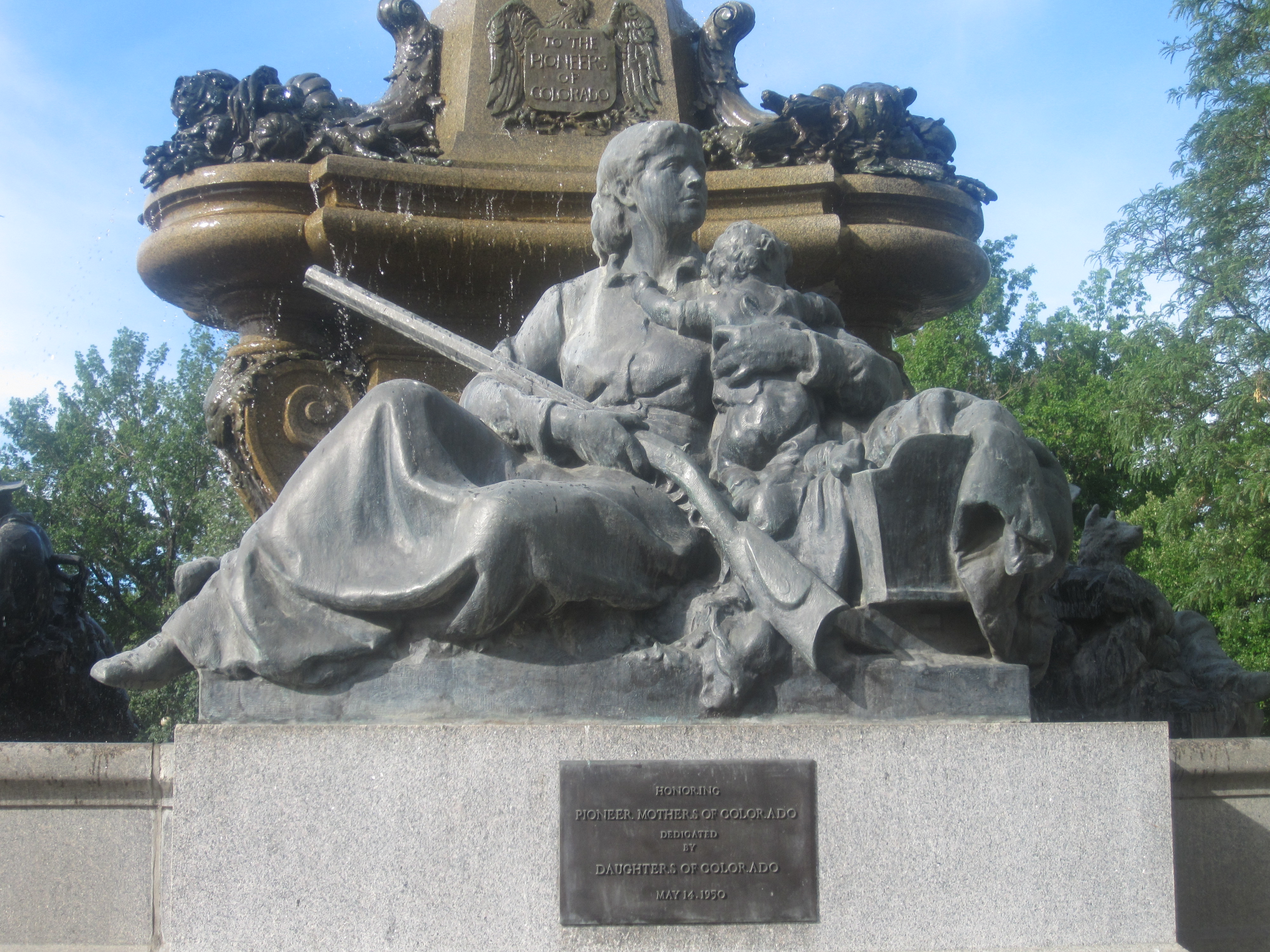
Estàtua Mares Pioneres de Colorado a l'edifici The Denver Post

Encara que a finals de la dècada de 1860 els residents de Denver podien mirar amb orgull el seu èxit establint un centre de subministrament i servei vibrant, la decisió d'encaminar el primer ferrocarril transcontinental del país a través de Cheyenne City, en lloc de Denver, va amenaçar la prosperitat de la jove ciutat. El ferrocarril transcontinental va passar a 160 km de distància, però els ciutadans es van mobilitzar per construir un ferrocarril que hi connectés Denver. Encapçalat per líders visionaris, inclòs el governador territorial John Evans, David Moffat i Walter Cheesman, va començar la recaptació de fons. En tres dies, s'havien recaptat 300.000 dòlars i els ciutadans eren optimistes. La recaptació de fons es va aturar abans que se'n recaptés prou, la qual cosa va obligar aquests líders visionaris a prendre el control del ferrocarril ple de deutes. Malgrat els reptes, el 24 de juny de 1870, els ciutadans van animar quan el Pacífic de Denver va completar l'enllaç amb el ferrocarril transcontinental, inaugurant una nova era de prosperitat per a Denver.
Finalment, vinculat a la resta de la nació per ferrocarril, Denver va prosperar com a centre de serveis i subministraments. La jove ciutat va créixer durant aquests anys, atraient milionaris amb les seves mansions, així com una barreja de crim i pobresa d'una ciutat en ràpid creixement. Els ciutadans de Denver estaven orgullosos quan els rics van triar Denver i es van emocionar quan Horace Tabor, el milionari miner de Leadville, va construir un bloc de negocis a 16th i Larimer, així com l'elegant Tabor Grand Opera House. Aviat van seguir hotels de luxe, inclòs el molt estimat Brown Palace Hotel, així com esplèndides cases per a milionaris, com ara Croke, Patterson, Campbell Mansion at 11th i Pennsylvania i l'ara enderrocada Moffat Mansion at 8th and Grant. Amb la intenció de transformar Denver en una de les grans ciutats del món, els líders van atraure la indústria i van atreure treballadors per treballar en aquestes fàbriques.
Aviat, a més de l'elit i una gran classe mitjana, Denver va tenir una població creixent de treballadors immigrants alemanys, italians i xinesos, seguits aviat per afroamericans del sud profund i treballadors hispans. L'afluència de nous residents va tensar l'habitatge disponible. A més, el crac de la plata de 1893 va alterar els equilibris polítics, socials i econòmics. La competència entre els diferents grups ètnics s'expressava sovint com a fanatisme, i les tensions socials van donar lloc a la Por Roja. Els nord-americans desconfiaven dels immigrants, que de vegades estaven aliats amb causes socialistes i sindicals. Després de la Primera Guerra Mundial, un renaixement del Ku Klux Klan va atreure els americans blancs nadius que estaven inquiets pels molts canvis de la societat. A diferència de l'organització anterior que estava activa al sud rural, els capítols del KKK es van desenvolupar a les zones urbanes del mig oest i l'oest, incloent Denver, i a Idaho i Oregon. La corrupció i el crim també es van desenvolupar a Denver.
Entre 1880 i 1895, la ciutat va experimentar un gran augment de la corrupció, ja que els caps del crim, com Soapy Smith, van treballar braç a braç amb els funcionaris electes i la policia per controlar les eleccions, els jocs d'atzar i les bandes. La ciutat també va patir una depressió el 1893 després de la caiguda dels preus de la plata. El 1887, el precursor de l'organització benèfica internacional United Way es va formar a Denver per líders religiosos locals, que van recaptar fons i coordinar diverses organitzacions benèfiques per ajudar els pobres de Denver. El 1890, Denver s'havia convertit en la segona ciutat més gran a l'oest d’Omaha, Nebraska. L'any 1900, els blancs representaven el 96,8% de la població de Denver. Les poblacions afroamericanes i hispàniques van augmentar amb les migracions del segle xx. Molts afroamericans van arribar primer com a treballadors al ferrocarril, que tenia una terminal a Denver, i van començar a establir-s'hi.

### Segle XX
Entre els anys 1880 i 1930, la indústria de la floricultura de Denver es va desenvolupar i va prosperar. Aquest període es va conèixer localment com la febre de l'or dels clavells.
El 1901 es va presentar a la legislatura un projecte de llei que proposava una esmena constitucional estatal per permetre l'autonomia de Denver i altres municipis. La mesura va demanar un referèndum a tot l'estat, que els electors van aprovar el 1902. L'1 de desembre d'aquell any, el governador James Orman va proclamar la part d'esmena de la llei fonamental de l'estat. La ciutat i el comtat de Denver van néixer aquesta data i es van separar dels comtats d'Arapahoe i Adams.
A principis del segle xx, Denver, com moltes altres ciutats, va ser la seu d'una empresa d'automòbils pionera, la Colburn Automobile Company que va fabricar cotxes copiats d'un dels seus contemporanis, Renault.
De 1953 a 1989, la planta de Rocky Flats, una instal·lació d'armes nuclears del Departament d'Energia dels Estats Units que es trobava a unes 15 milles de Denver, va produir foses de plutoni fissil per a ogives nuclears. Un gran incendi a la instal·lació l'any 1957, així com una fuita de residus nuclears emmagatzemats al lloc entre 1958 i 1968, van provocar la contaminació d'algunes parts de Denver, en diferents graus, amb plutoni 239, una substància radioactiva nociva amb un vida mitjana de 24.200 anys. Un estudi de 1981 del director de salut del comtat de Jefferson, Carl Johnson, va relacionar la contaminació amb un augment dels defectes de naixement i la incidència del càncer al centre de Denver i a Rocky Flats més propers. Estudis posteriors van confirmar moltes de les seves troballes. La contaminació per plutoni encara estava present fora de l'antiga planta l'agost del 2010. Presenta riscos per construir la Jefferson Parkway prevista, que completaria la circumval·lació viària de Denver.

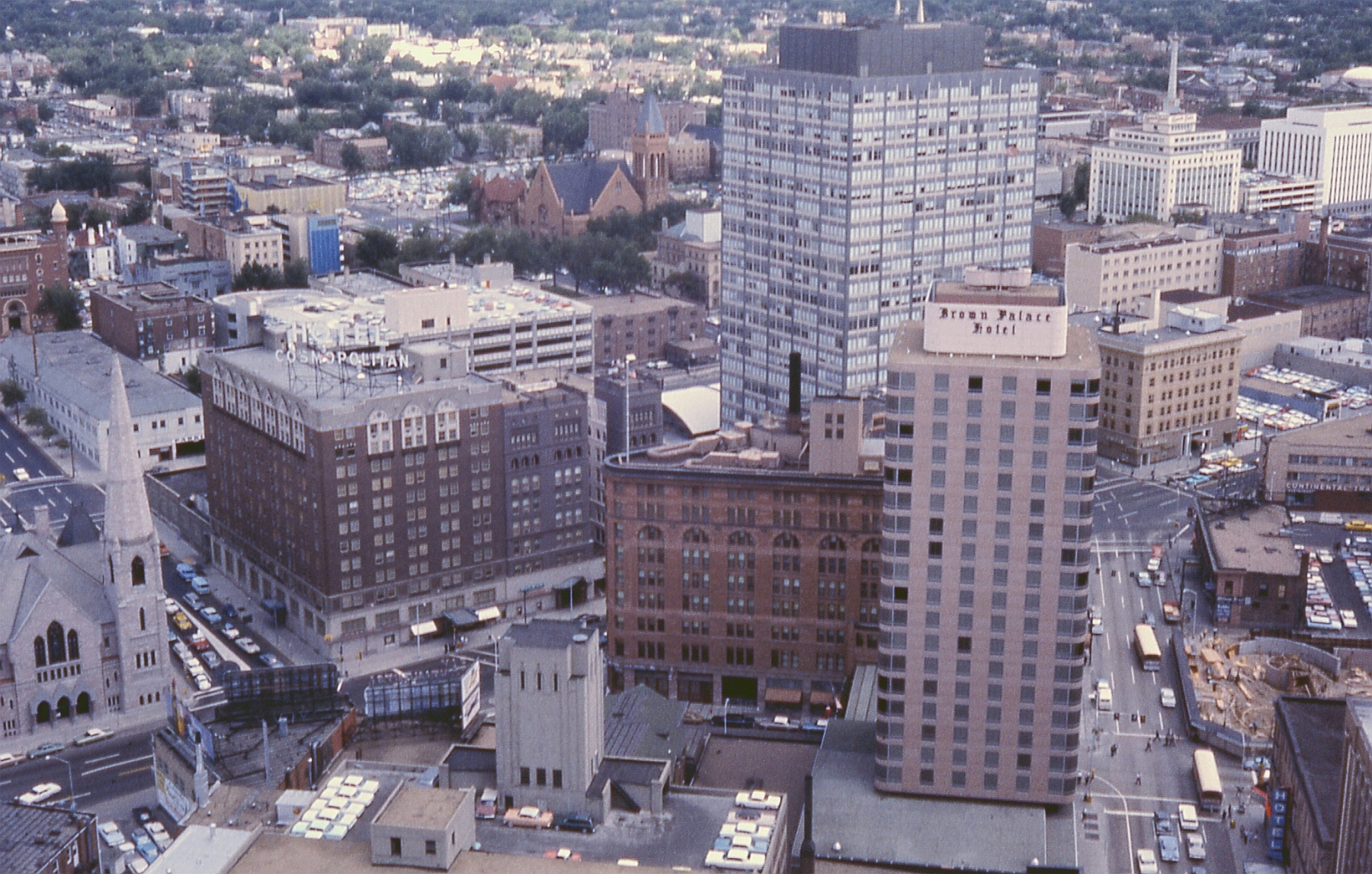
Paisatge urbà del centre de Denver, 1964. Inclou l'església més antiga de Denver (Trinity United Methodist), el primer edifici del complex del Mile High Center, el Lincoln Center, l'antiga part de pedra bruna del Brown Palace Hotel i l'hotel Cosmopolitan, des que va ser enderrocat.

El 1970, Denver va ser seleccionada per acollir els Jocs Olímpics d'Hivern de 1976 coincidint amb la celebració del centenari de Colorado, però el novembre de 1972, els votants de Colorado van anul·lar iniciatives electorals que destinaven fons públics per pagar els alts costos dels jocs. Van ser traslladats a Innsbruck, Àustria. La notorietat de ser l'única ciutat que mai ha rebutjat acollir una Olimpíada després de ser seleccionada ha dificultat les ofertes posteriors. El moviment en contra d'acollir els jocs es va basar en gran manera en qüestions ambientals i va ser liderat pel representant estatal Richard Lamm. Posteriorment va ser elegit per tres mandats (1975–87) com a governador de Colorado. Denver va explorar una oferta potencial per als Jocs Olímpics d'hivern de 2022, però no es va presentar cap oferta.

### Segle XXI
El 2010, Denver va adoptar una actualització completa del seu codi de zonificació, que es va desenvolupar per guiar el desenvolupament tal com es preveia en plans adoptats com Blueprint Denver, Pla estratègic de desenvolupament orientat al trànsit, Greenprint Denver i el Pla estratègic de transport.
Denver ha acollit la Convenció Nacional Demòcrata dues vegades, el 1908 i el 2008. Va promocionar la ciutat en l'escenari nacional, polític i socioeconòmic. Del 10 al 15 d'agost de 1993, Denver va acollir la 6a Jornada Mundial de la Joventut de l'Església Catòlica, a la qual van asssistir aproximadament 500.000 persones, la qual cosa la va convertir en la reunió més gran de la història de Colorado.
El desembre del 2021, un pistoler va matar cinc persones a Denver i Lakewood. A la ciutat es va instal·lar un mural i una exposició d'art públic al History Colorado Center que homenatjava l'artista Alicia Cárdenas, que va ser una de les víctimes del tiroteig.
Denver ha estat coneguda històricament com la Ciutat Reina de les Planes i la Ciutat Reina de l'Oest, pel seu paper important en la indústria agrícola de la regió de High Plains a l'est de Colorado i al llarg dels contraforts del Colorado Front Range. Diversos vaixells de la Marina dels Estats Units han estat anomenats USS Denver en honor a la ciutat.

## Dates que han marcat la seva història
- Fundada el 1858 durant la Febre de l'or. Pren el seu nom en honor d'un governador de l'estat de Kansas (James W. Denver).[47] Es converteix en el prototip de ciutat fronterera, amb salons de joc, ramaderia, miners,...[48]
- 1876. Es converteix en la capital de l'Estat, després de la incorporació de Kansas als Estats Units. La ciutat creix i es desenvolupa.[49]
- 1976. A causa de l'elevat cost econòmic que suposaria per als contribuents, la ciutat declina ser seu dels Jocs Olímpics d'Hivern. En el seu lloc passa a ser la ciutat austríaca d'Innsbruck.
- 2002. Gran foc de Hayman.[50]
- 2013. Gran inundació.[51]

## Geografia

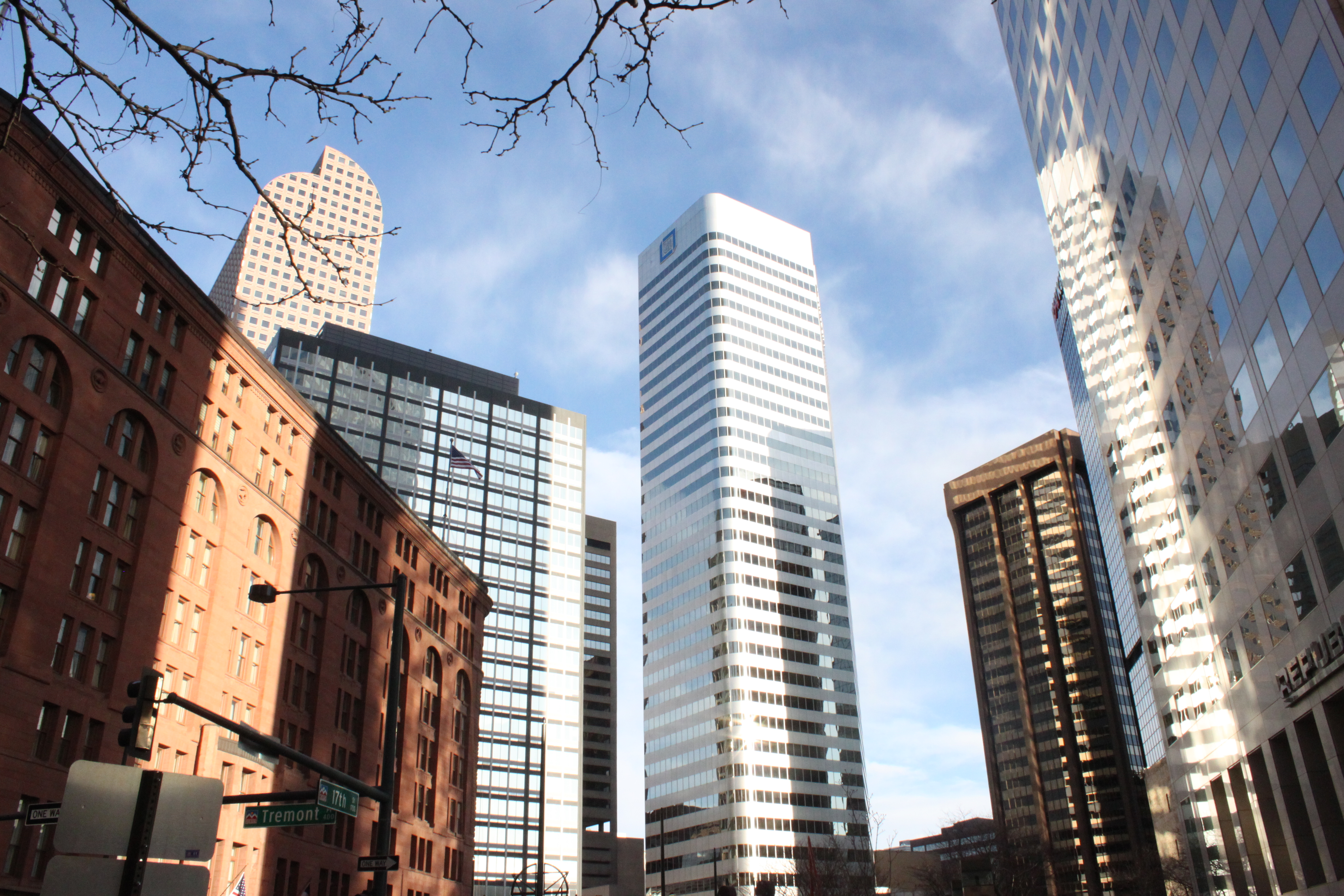
El centre de Denver

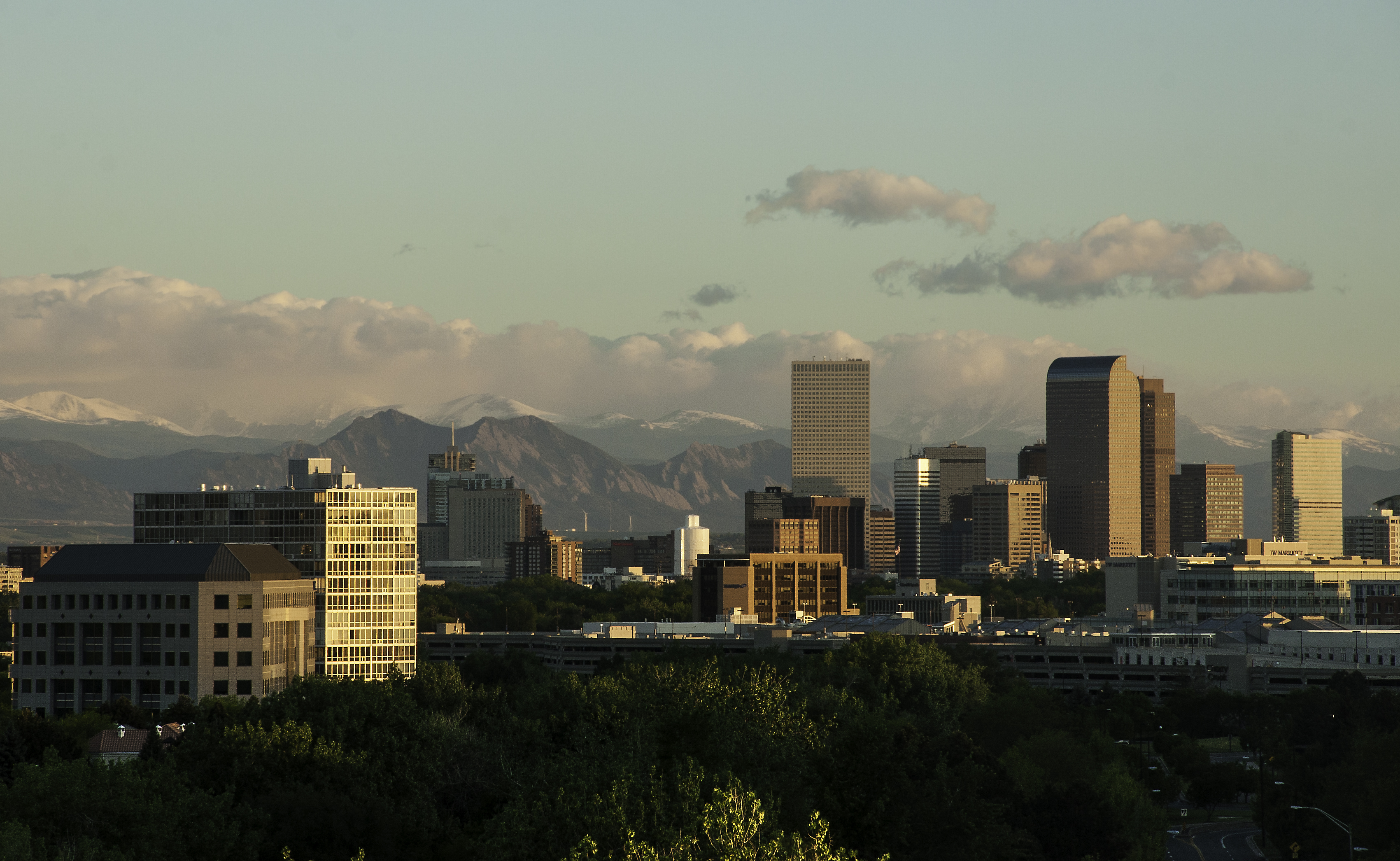
Denver i les muntanyes properes es veuen des dels terrats del barri de Cherry Creek

Denver es troba al centre del Corredor Urbà Front Range, entre les Muntanyes Rocalloses a l'oest i les Planes altes a l'est. La seva topografia consta de planes al centre de la ciutat amb zones muntanyoses al nord, oest i sud. Al cens dels Estats Units del 2020, la ciutat i el comtat de Denver tenien una àrea de 400.739 km² , incloent 4.276 km² d'aigua. La ciutat i el comtat de Denver estan envoltats per altres tres comtats: el comtat d'Adams al nord i l'est, el comtat d'Arapahoe al sud i l'est i el comtat de Jefferson a l'oest.
El malnom de Denver és la "Mile-High City", ja que la seva elevació oficial és 1 milla sobre el nivell del mar, definit per l'elevació del punt d'un punt de referència a les escales de l'edifici del Capitoli de l'Estat. L'elevació de tota la ciutat oscil·la entre 5130 a 5690 peus. Denver es troba a 1200 km des del punt més proper del golf de Califòrnia, l'oceà més proper a la ciutat.

### Clima
Denver té una climatologia semi-desèrtica, amb quatre estacions diferenciades, molt influenciada per la proximitat de les Muntanyes Rocoses. La temperatura mitjana és de 10,1 °C, i la mitjana anual de precipitacions recollides és de 402 mm. Les neus comencen a mitjans d'octubre, i poden perllongar-se fins entrat el mes d'abril, amb acumulacions mitjanes de 156 cm.
El terme mitjà de dies assolellats està entorn de 250-300. Els hiverns solen ser moderats, amb temperatures suaus. El 1990 es va registrar un rècord de -29 °C. La primavera pot ser humida pels vents que venen des de la costa oest. Març és el mes en el qual més neva (una mitjana de 29,7 cm). Les temperatures es poden elevar per influència dels corrents del golf de Mèxic.
L'estiu també és sec, i són freqüents les tempestes al final del dia. La temperatures mitjanes són 29 °C de màxima i 13 °C de mínima. En la tardor, l'aire provinent de l'oceà Àrtic provoca nevades al col·lidir amb l'aire humit procedent de l'oceà Pacífic.

## Barris o districtes
Oficialment, la ciutat té 79 districtes. A més hi trobem els suburbis.
L'ambient urbà és variat, des de zones de grans gratacels a d'altres residencials amb cases unifamiliars. Les zones centrals estan més densament edificades. Els noms més populars són LoDo (Lower Downtown), Union Station, Capitol Hill, Cherry Creek, Highland, Washington Park, Uptown, Curtis Park, Five Points, Alamo Placita, Speer, Park Hill, i Golden Triangle.

## Esports
- Bàsquet:
  - Denver Nuggets
- Beisbol:
  - Colorado Rockies
- Futbol:
  - Colorado Rapids
  - Denver Metro FC
- Futbol americà:
  - Denver Broncos
- Hoquei sobre gel:
  - Colorado Avalanche

## Personatges il·lustres
- Aaron King, futbolista
- Bill Murray, actor
- David Fincher, director de cinema.
- John L. Hall (1934 -) físic, Premi Nobel de Física de l'any 2005.
- Gerald Carr, (1932 - 2020), astronauta
- Trey Parker (1969 -) guionista, actor i productor